# Le Bélier (entreprise)
Pour les articles homonymes, voir Bélier (homonymie).
Le Bélier est une entreprise française spécialisée dans la production et la commercialisation de composants de sécurité moulés en aluminium destinés principalement à l'industrie automobile.

## Histoire
En 1961, Jacques Galland crée à Vérac une fonderie pour la fabrication de pièces destinées aux industries ferroviaires et électriques.
En 1999, Le Bélier fait son entrée au second marché de la bourse de Paris.
En 2001, Le Bélier poursuit son internationalisation en rachetant une fonderie mexicaine. Le groupe est depuis présent sur les trois continents majeurs (Europe, Amérique et Asie).
En 2020, Le Bélier est racheté par le groupe chinois Wencan,. Les actions du groupe Le Belier sont retirées de la bourse à la suite d'une offre de publique retrait obligatoire en novembre 2020,.
Le Bélier est désormais le leader mondial des pièces de fonderie en aluminium pour le freinage automobile.

## Implantations
Europe
En France, le site historique de Vérac regroupe la holding du groupe, une fonderie et un site d'usinage (FAB : Fonderies et Ateliers du Bélier). 
En Hongrie, Le Bélier possède 2 fonderies (LBH à Ajka et LBM à Mohacs) et un site d'usinage (BSM à Szolnok).
En Serbie, Le Bélier a une fonderie (LBK à Kikinda).
Amérique
Le Bélier est présent au Mexique par le biais d'une fonderie (LBQ) et d'un site d'usinage (BQM) se trouvant à Queretaro.
Asie
Le Bélier est implanté en Chine via 3 sites de fonderie (LBD, LBL et LBW), les deux premiers étant situé à Lüshun à proximité de Dalian et le troisième près de Wuhan.